# Mustela lutreola
El visón europeo (Mustela lutreola) es un mustélido en peligro crítico de extinción (CR) según la clasificación de la UICN. Habita en escasas y pequeñas poblaciones aisladas desde España hasta los Urales.

## Identificación
Pequeño mustélido de color marrón uniforme, con labios de color blanco. Se distingue del visón americano porque este no tiene blanco el labio superior, es más grande y tiene un color ligeramente más oscuro.

## Biología

### Hábitat y comportamiento
Especie ligada a ambientes acuáticos desde el nivel del mar a los 1500 m s. n. m., ríos, arroyos, lagunas, zonas pantanosas, canales, marismas y zonas costeras.
Su hábitat preferente son cursos medios y bajos de ríos, con corriente lenta, densa cobertura vegetal en las riberas y buena calidad del agua. En España habita principalmente aquellos ríos de régimen oceánico, como el río Ebro hasta La Rioja. Los ríos mediterráneos —como el Ebro por debajo de esta comunidad— resultan inadecuados por la falta de agua en verano y la falta de vegetación en las orillas debido a las fuertes variaciones de caudal que experimentan estos ríos.
De hábitos crepusculares y nocturnos, es una especie solitaria y territorial. El territorio de los machos adultos incluye dos o tres hembras.
En libertad, los visones europeos difícilmente alcanzan los seis años.

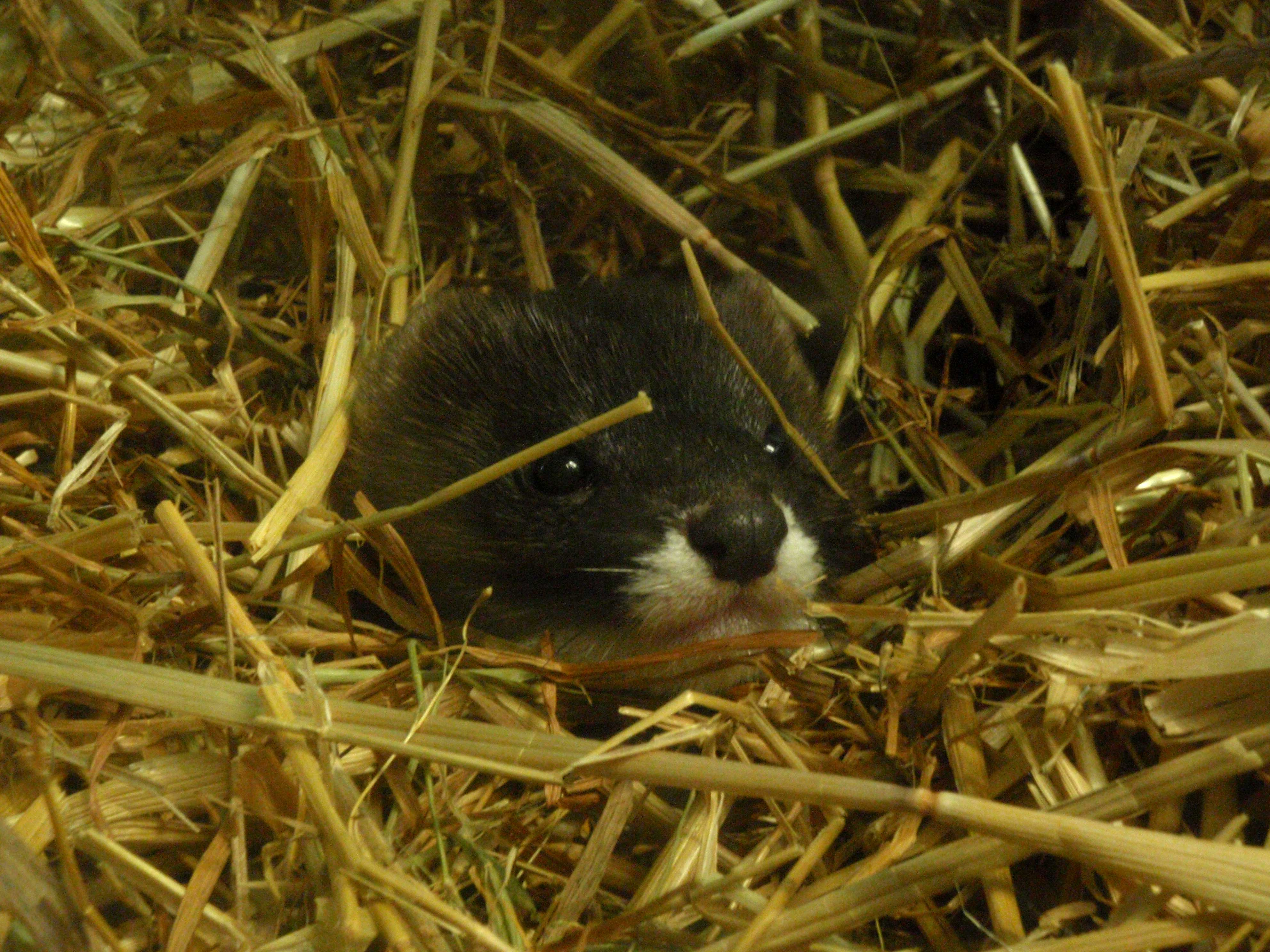
Visón europeo en su madriguera

### Alimentación
Su dieta es muy variada incluyendo peces, pequeños mamíferos, aves, anfibios, reptiles y crustáceos.

### Reproducción

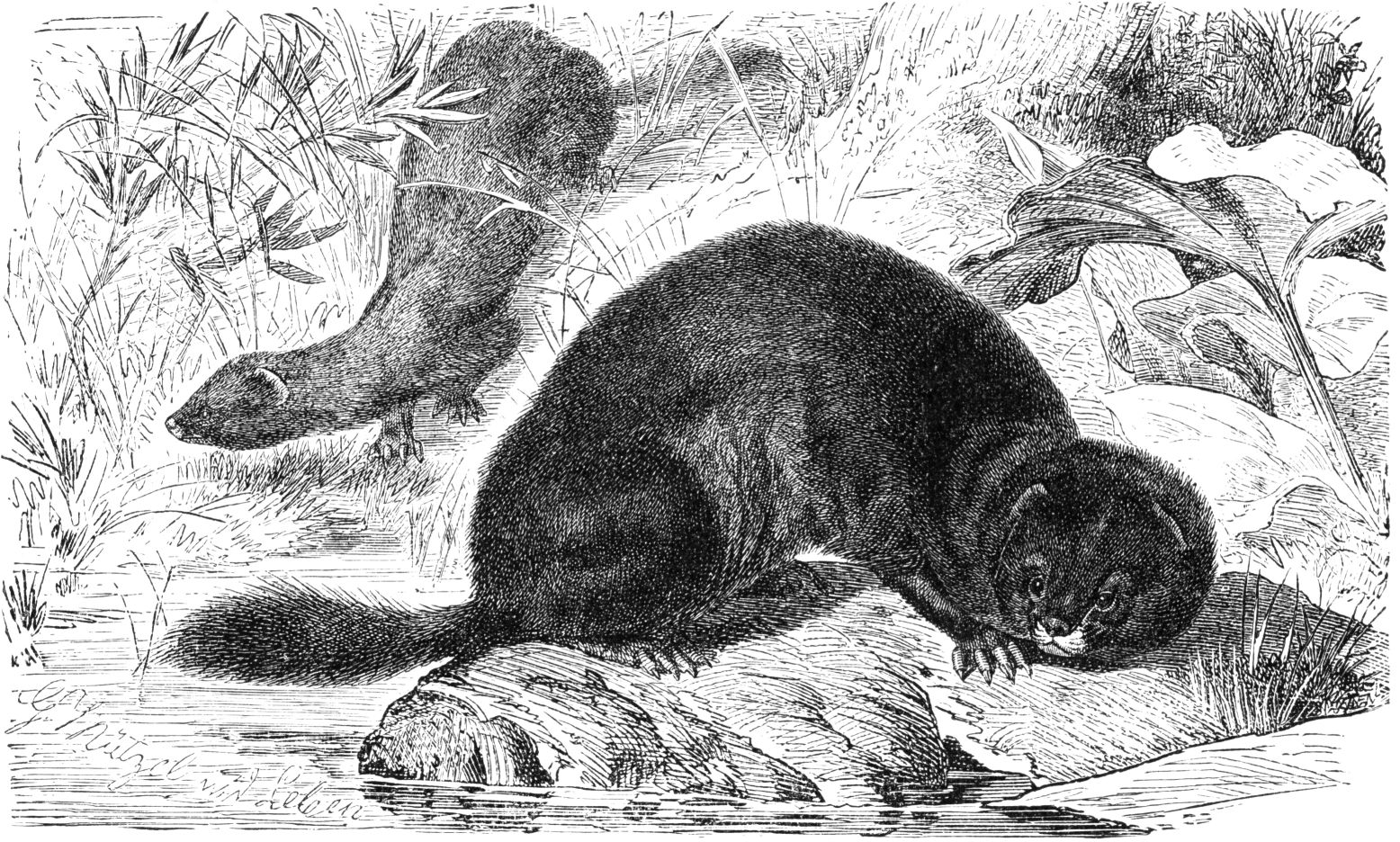
Ilustración de 1927, obra de Gustav Mützel.

Tiene el celo en marzo-abril y las hembras paren de dos a seis crías en mayo-junio, las que permanecen alrededor de un mes en la madriguera. Alcanzan la madurez sexual a los nueve o diez meses aunque ya adquieren el tamaño adulto a los tres meses de edad.

## Distribución
Antiguamente el visón europeo ocupaba una amplia franja del oeste del continente euroasiático, que actualmente se ha visto reducida a unos pocos enclaves en Francia, España, Rumanía, Moldavia, Bulgaria, Bielorrusia, las repúblicas bálticas y Rusia occidental.
En España, en su momento de mayor población, su distribución ocupaba la mayor parte de Navarra, La Rioja y el País Vasco. También estaba presente en el nordeste de Burgos, y puntualmente en el norte de Soria y Aragón. Tras un rapidísimo descenso de la población en los últimos años, se encuentra actualmente en un estado crítico.

## Conservación
Las poblaciones ibéricas descendieron a la mitad desde principios de los años 90 hasta el año 2000, momento en que se estimó la población en unos quinientos adultos. La introducción del visón americano en Europa a partir de escapes de granjas peleteras le ha perjudicado notablemente al tratarse de una especie más prolífica y oportunista que puede llegar a desplazar a la especie autóctona llevándola a su extinción.
Además, el visón americano transmite el parvovirus de la enfermedad aleutiana del visón que ataca al visón europeo de forma mucho más agresiva que a su huésped original.[cita requerida]

## Subespecies
- Mustela lutreola biedermanni
- Mustela lutreola binominata
- Mustela lutreola cylipena
- Mustela lutreola lutreola
- Mustela lutreola novikovi
- Mustela lutreola transsylvanica
- Mustela lutreola turovi